# FC Barcelona 6–1 Paris Saint-Germain F.C.
Barcelona 6–1 Paris Saint-Germain, còn được gọi là La Remontada ("Sự trở lại"), là kết quả của trận lượt về vòng 16 đội UEFA Champions League diễn ra vào ngày 8 tháng 3 năm 2017 tại Camp Nou ở Barcelona. FC Barcelona đã đảo ngược tình thế thua 0-4 ở trận lượt đi trong trận lượt về vòng 16 đội UEFA Champions League 2016–17 của họ trước Paris Saint-Germain để giành chiến thắng chung cuộc 6–5, trở thành màn ngược dòng lớn nhất trong lịch sử UEFA Champions League.

## Bối cảnh

### Lịch sử
Đây là lần thứ ba Paris Saint-Germain đối đầu với Barcelona ở vòng loại trực tiếp UEFA Champions League, sau khi thua cả hai lần chạm trán trước đó vào các mùa giải 2012–13 và 2014–15.

### Vòng bảng
Cả hai đội đã thoải mái vượt qua vòng đấu bảng. Paris Saint-Germain đã giành được vị trí á quân ở bảng A khi đối đầu với Arsenal, Basel, và có được 9 điểm so với đội xếp thứ 3 là Ludogorets Razgrad. Barcelona đủ điều kiện để dẫn đầu bảng C, bỏ xa Borussia Mönchengladbach và Celtic và dẫn đầu Manchester City với 6 điểm.

### Lượt đi
| Paris Saint-Germain                            | 4–0      | Barcelona |
| ---------------------------------------------- | -------- | --------- |
| - Di María 18', 55' - Draxler 40' - Cavani 72' | Chi tiết |           |

Trận lượt đi diễn ra vào ngày 14 tháng 2 tại Sân vận động Công viên các Hoàng tử ở Paris; cả hai đội đều có phong độ tốt với Paris Saint-Germain đến từ chiến thắng 3–0 trên sân khách trước Bordeaux ở Ligue 1 và Barcelona đánh bại Deportivo Alavés trong chiến thắng 6–0 trên sân khách tại La Liga.
Ángel Di María đưa đội Paris vượt lên dẫn trước ở phút 18 bằng một quả phạt trực tiếp sau khi Samuel Umtiti của Barcelona phạm lỗi. Julian Draxler nâng tỉ số lên 2–0 bằng một cú sút chìm ở phút 40, được hỗ trợ bởi Marco Verratti. Sau 55 phút, Di María một lần nữa ghi bàn từ một cú sút ngoài vòng cấm. Edinson Cavani ghi bàn thắng cuối cùng của trận đấu ở phút 72, ấn định chiến thắng 4–0. Barcelona chỉ đạt được một cú sút trúng đích trong cả trận đấu.

## Trận đấu

### Tóm lược
Trận lượt về diễn ra vào ngày 8 tháng 3 tại Camp Nou ở Barcelona. Một lần nữa, hai đội bước vào trận đấu đã thắng các trận đấu tại giải VĐQG, Barcelona 5–0 vs. Celta Vigo và Paris Saint-Germain 1–0 trước Nancy.
Trận đấu có số người tham dự ấn tượng là 96,290 bất chấp thất bại nặng nề của đội chủ nhà trong trận đầu tiên. Luis Suárez của Barcelona đã ghi bàn thắng đầu tiên của trận đấu ở phút thứ 3 sau khi đưa bóng đi vọt xà ngang trước khi bị Thomas Meunier phá bóng. Phút 40, Layvin Kurzawa của Paris Saint-Germain đá phản lưới nhà trong nỗ lực cản phá cú sút của Andrés Iniesta. Bàn thắng thứ ba đến ở phút thứ 50 thông qua một quả phạt đền do Lionel Messi ghi sau khi Neymar bị Thomas Meunier phạm lỗi. Hy vọng của Barcelona dường như đã bị dập tắt sau khi Edinson Cavani ghi bàn thắng duy nhất cho Paris Saint-Germain ở phút 62, khiến họ phải ghi thêm 3 bàn nữa do luật bàn thắng sân khách đang nghiêng về PSG. Neymar ghi hai bàn thắng trong các giai đoạn cuối trận - một quả đá phạt ở phút 88 và một quả phạt đền ở phút 90+1 - để nâng tỷ số lên 5–1. Trong những giây cuối cùng của trận đấu, Neymar một lần nữa xuất hiện để thực hiện một quả tạt vào vòng cấm, và Sergi Roberto ghi bàn thắng thứ sáu và cuối cùng ở phút 90+5, qua đó giành chiến thắng 6–1 và tiến vào tứ kết 6–5. trên tổng hợp; với kết quả được giới truyền thông mô tả là "đáng kinh ngạc", "không thể tin được" và "một phép màu".

### Chi tiết
| Barcelona                                                                                           | 6–1      | Paris Saint-Germain |
| --------------------------------------------------------------------------------------------------- | -------- | ------------------- |
| - L. Suárez 3' - Kurzawa 40' (l.n.) - Messi 50' (ph.đ.) - Neymar 88', 90+1' (ph.đ.) - Roberto 90+5' | Chi tiết | - Cavani 62'        |

| Barcelona | Paris Saint-Germain |

| GK             | 1  | Marc-André ter Stegen |     |     |
| CB             | 14 | Javier Mascherano     |     |     |
| CB             | 3  | Gerard Piqué          | 23' |     |
| CB             | 23 | Samuel Umtiti         |     |     |
| DM             | 5  | Sergio Busquets       | 36' |     |
| RM             | 4  | Ivan Rakitić          | 61' | 84' |
| LM             | 8  | Andrés Iniesta (c)    |     | 65' |
| AM             | 10 | Lionel Messi          |     |     |
| RF             | 12 | Rafinha               |     | 76' |
| CF             | 9  | Luis Suárez           | 67' |     |
| LF             | 11 | Neymar                | 64' |     |
| Dự bị:         |    |                       |     |     |
| GK             | 13 | Jasper Cillessen      |     |     |
| DF             | 18 | Jordi Alba            |     |     |
| DF             | 19 | Lucas Digne           |     |     |
| DF             | 20 | Sergi Roberto         |     | 76' |
| MF             | 7  | Arda Turan            |     | 65' |
| MF             | 21 | André Gomes           |     | 84' |
| FW             | 17 | Paco Alcácer          |     |     |
| Người quản lý: |    |                       |     |     |
| Luis Enrique   |    |                       |     |     |

| GK             | 1  | Kevin Trapp         |       |       |
| RB             | 12 | Thomas Meunier      |       | 90+3' |
| CB             | 5  | Marquinhos          | 90'   |       |
| CB             | 2  | Thiago Silva (c)    |       |       |
| LB             | 20 | Layvin Kurzawa      |       |       |
| CM             | 25 | Adrien Rabiot       |       |       |
| CM             | 14 | Blaise Matuidi      | 5'    |       |
| RW             | 7  | Lucas Moura         |       | 55'   |
| AM             | 6  | Marco Verratti      | 90+4' |       |
| LW             | 23 | Julian Draxler      | 14'   | 75'   |
| CF             | 9  | Edinson Cavani      | 42'   |       |
| Dự bị:         |    |                     |       |       |
| GK             | 16 | Alphonse Areola     |       |       |
| DF             | 3  | Presnel Kimpembe    |       |       |
| DF             | 19 | Serge Aurier        |       | 75'   |
| MF             | 4  | Grzegorz Krychowiak |       | 90+3' |
| MF             | 10 | Javier Pastore      |       |       |
| MF             | 11 | Ángel Di María      |       | 55'   |
| MF             | 21 | Hatem Ben Arfa      |       |       |
| Người quản lý: |    |                     |       |       |
| Unai Emery     |    |                     |       |       |

### Số liệu thống kê
| Thống kê         | Barcelona | Paris Saint-Germain |
| ---------------- | --------- | ------------------- |
| Bàn thắng đã ghi | 6         | 1                   |
| Tổng số lần sút  | 17        | 7                   |
| Sút trúng đích   | 7         | 3                   |
| Cứu thua         | 2         | 2                   |
| Tỉ lệ có bóng    | 65%       | 35%                 |
| Các quả phạt góc | 6         | 4                   |
| Phạm lỗi         | 16        | 25                  |
| Việt vị          | 3         | 5                   |
| Thẻ vàng         | 5         | 5                   |
| Thẻ đỏ           | 0         | 0                   |

## Sau trận đấu
Sau trận thắng, giữa những lời khen ngợi dành cho Barcelona, cũng có những lời chỉ trích dành cho Paris Saint-Germain vì cách mà họ đã không thể đối phó với áp lực giữ vị trí dẫn đầu chung cuộc, và suy đoán rằng trọng tài có thể bị cơ quan quản lý cách chức do một số quyết định mà ông đã đưa ra trong trận đấu, đặc biệt là việc cho Barcelona hưởng quả phạt đền thứ hai.
Ở vòng tứ kết, Barcelona lại phải nhận thất bại nặng nề trong trận lượt đi trên sân khách, lần này là thất bại 3–0 trước Juventus. Tuy nhiên, họ đã không thể lặp lại thành tích của vòng trước và bị loại sau khi hòa 0–0 ở trận lượt về.
Một trong những nhân vật chính của trận đấu, tiền đạo người Brazil, Neymar, là trung tâm của một vấn đề khác liên quan đến hai câu lạc bộ vào tháng 8 năm 2017 khi anh chuyển từ Barcelona đến Paris Saint-Germain với mức phí chuyển nhượng kỷ lục thế giới.

## Kết quả tương tự trong các mùa tiếp theo
Trong mùa giải tiếp theo, chính Barcelona đã phải trải qua một cuộc lội ngược dòng bất ngờ, thua 0–3 trước Roma tại Ý tại vòng tứ kết  và bị loại vì luật bàn thắng trên sân khách, mặc dù đã có được lợi thế 4–1 từ lượt đi trên sân nhà. Về phần mình, Paris Saint-Germain lại thất bại ở vòng 16 đội, mặc dù đã bổ sung Neymar và những người khác vào đội hình của họ và giành chiến thắng trong bảng đấu của họ, nhưng để thua đội chiến thắng cuối cùng, đối thủ truyền kiếp của Barcelona là Real Madrid.
Tại Vòng 16 UEFA Champions League 2018–19, Paris Saint-Germain - không có Neymar bị chấn thương - là đội thua cuộc trong một cuộc lội ngược dòng quan trọng khác, khi đội bóng dưới cơ Manchester United thắng 3-1 tại Sân vận động Công viên các Hoàng tử (bàn thắng quyết định từ một quả phạt đền trong thời gian bù giờ do VAR thực hiện) sau khi để thua 0–2 tại Old Trafford, lần đầu tiên trong lịch sử giải đấu vượt qua được tỷ số thâm hụt như vậy ở trận lượt đi trên sân nhà. Ở bán kết, Barcelona đã bị loại sau một trận lượt về khác: nắm giữ lợi thế 3–0 từ Camp Nou, tại Anfield, họ để thủng lưới bốn bàn không gỡ trước Liverpool , đội đã giành chiến thắng trong trận bán kết (đánh bại Tottenham Hotspur, người đã hoàn thành cuộc lội ngược dòng kịch tính trước Ajax để vào chung kết).

## Tái đấu
Ở vòng 16 đội UEFA Champions League 2020–21, Barcelona và Paris Saint-Germain một lần nữa sẽ đối đầu với nhau, lần này trong những hoàn cảnh khác nhau. Một điểm đáng chú ý của giới truyền thông là sự tái hợp của Neymar với câu lạc bộ cũ của anh ấy. Neymar được xác nhận sẽ phải ngồi ngoài vì chấn thương ít nhất là trận lượt đi 